# Левин, Борис Юльевич
Бори́с Ю́льевич Ле́вин (1912—1989) — советский астроном.

## Биография
Родился в Москве, в 1937 году окончил МГУ. В 1936—1941 преподавал астрономию в Московском педагогическом институте им. К. Либкнехта, в 1944—1949 работал в ГАИШ, в 1945—1973 — в Институте физики Земли АН СССР. С 1974 — сотрудник Астрономического совета АН СССР.
Жена (с 1945 года) — астроном Лидия Николаевна Радлова.

## Научные интересы
Основные труды в области планетной космогонии и физике тел Солнечной системы. Вначале занимался преимущественно физикой метеоров и физикой комет. Предложил формулу, дающую зависимость блеска комет от их гелиоцентрического расстояния, что послужило толчком к развитию ледяной модели кометного ядра. С 1945 активно занимался разработкой космогонической теории О. Ю. Шмидта. Изучал строение, состав и термическую историю Земли и Луны на основе представлений об их образовании путём аккумуляции твёрдого компонента протопланетного облака. В частности, разрабатывал вопрос о природе земного ядра, сторонник гипотезы, по которой оно состоит из металлизированного вещества. Высказал идею о значительном выбросе твёрдого вещества из области формирования планет-гигантов и о важной роли этого выброса в эволюции внешней части протопланетного облака, а также в образовании кометного облака Оорта. Показал существование верхнего предела геоцентрической скорости метеоритов и изучал их орбиты. Изучал происхождение метеоритов в рамках общих представлений об образовании планетной системы. На основе анализа наблюдений метеоров определил пространственную плотность метеорного вещества в окрестностях земной орбиты, оценил метеорную опасность для космических кораблей. Ряд работ относится к звёздной динамике. В 1950 совместно с Л. Э. Гуревичем показал возможность образования широких систем двойных звёзд путём захвата при тройных сближениях в звёздных скоплениях. Автор монографии «Физическая теория метеоров и метеорное вещество в Солнечной системе» (1956, нем. пер. 1961). Главный редактор журнала «Письма в „Астрономический журнал“» (в 1974—1989). Активно участвовал в работах по Тунгусской проблеме.

## Награды и премии, признание
Лауреат золотой медали им. И. Кеплера Американской ассоциации содействия развитию науки за вклад в понимание происхождения Солнечной системы и планет (1971) и медали им. Ф. Леонарда Американского метеоритного общества (1984). 1 августа 1978 года в честь Б. Ю. Левина назван астероид 2076 Levin, открытый в 1974 году в Гарвардской обсерватории.